# قرية المشقوق
قرية المشقوق قرية تابعة لقضاء صلخدفي محافظة السويداء. موقعها الجغراي في أقصى الجنوب السوري على بعد 6 كم عن الحدود الأردنية السورية ,تاريخيا كانت نقطة ثغور دفاعية للدولة الإسلامية في العهد الأموي وقبل ذلك كانت واحة خضراء في العهد البيزنطي حيث وجد فيها أثار دير بيزنطي في مطلع القرن العشرين، أصبحت خربة مهجورة منذ القرن الخامس عشر وسكنت مؤخرا في نهايه القرن التاسع عشر وهي الآن تابعة إدارية لقضاء صلخد في محافظة السويداء
عدد سكانها حاليا قرابة 4000 نسمة /2008/يشتغلون بالزراعة والوظائف الحكومية كما قسم كبير من ابنائها في بلاد الاغتراب في قرية المشقوق خدمات أساسة كالهاتف الالي ومستوصف طبي ومدرسة ابتدائية وأخرى اعدادية وحديقة عامة وبلدية ومجلس بلدي ومختار معين من قبل وزارة الإدارة المحلية/
‌